# Palazzo dell'Aeronautica (Bari)
Il palazzo dell'Aeronautica è un palazzo di Bari, in uso all'Aeronautica Militare.

## Storia
Fu costruito nella prima metà degli anni '30, su progetto dell'architetto Saverio Dioguardi per ospitare il comando della IV Zona Aerea Territoriale (ZAT) della Regia aeronautica.
La IV ZAT nacque nel 1935 con competenza sull'area orientale del meridione d’Italia (corrispondente a parte della Marche, Abruzzo, Molise, Puglia, parte della Campania e Calabria). Il primo comandante fu il Generale di squadra aerea Vincenzo Lombard, che si insediò il 1º luglio 1935.
Nel 1940, con l’inizio delle operazioni belliche, nella sede della IV Z.A.T., viene ospitato il Comando della IV Squadra Aerea, il cui teatro delle operazioni si sviluppò in particolare sui Balcani, la Grecia e il mediterraneo orientale. Nel 1943, a seguito dell'occupazione Alleata, l’edificio divenne Comando della 15ª Army Air Force, e dal 2 dicembre 1943, vi fu spostato il comando dell'unità aerea costituitasi a Brindisi, poco dopo l’8 settembre per combattere al fianco degli Anglo-Americani. Le sue unità, inserite nella Balkan Air Force, opereranno nei campi di Puglia e Molise, nei cieli dei Balcani e della Romania.
Negli anni '50, Bari torna ad ospitare il Comando della IV Z.A.T.  per l’area sud-orientale dell'Aeronautica militare italiana e assume la denominazione di 3ª Regione Aerea, estendendo la competenza operativa su tutto il meridione d’Italia e le isole. Dal 1º Gennaio 2008 il Comando 3ª Regione Aerea diventa anche sede del Comando Scuole AM con la denominazione di Comando Scuole AM/3ª Regione Aerea.

## Descrizione
L’edificio si affaccia sul lungomare barese. L’elemento di richiamo è la torre, un semplice volume con una scanalatura longitudinale che ne esalta la verticalità. La diversa proposta dei materiali impiegati, pietra di Trani e tufo mazaro, accentua l’attenzione verso questa parte dell’edificio. L’atrio che sembra espandersi verso l’esterno mentre la parte superiore si ritrae con un movimento ascensionale.
L’osservazione dal mare consente una lettura totale dell’edificio. Emerge in tal modo il portale mediano dotato di un ordine gigante composto da pilastri dalla conformazione cilindrica. La pianta di fondazione è costituita da ferri da cemento armato e di cordoli: questo fa supporre la presenza di strutture orizzontali a rinforzo della muratura, costituita da tufi intrecciati, ma non la presenza di pilastri. Ipotesi confermata dal fatto che, all’ultimo livello, la muratura, conserva uno spessore di 50–60 cm .